# Aiguillat râpe

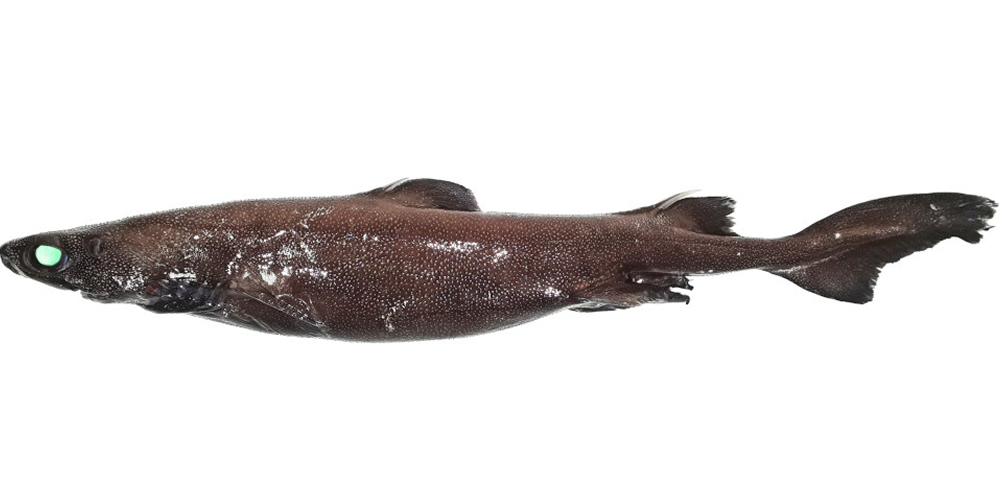
Spécimen d'aiguillat râpe

Centroscyllium granulatum
Espèce
Statut de conservation UICN

VU : Vulnérable
L'Aiguillat râpe (Centroscyllium granulatum) est une espèce de requins de la famille des Etmopteridae, parfois incluse parmi les Dalatiidae. Cette espèce du genre Centroscyllium a été découverte par Günther en 1887. Il tient son nom du fait que l'épiderme qui recouvre sa tête et une grande partie de son corps est râpeux.

## Apparence
L'Aiguillat râpe possède une tête conique déprimée vers l'arrière et de larges yeux verts ou bleus brillants. Sa tête est de couleur très sombre, voire noire, puis virant au gris-brun vers l'arrière. Il a également des organes bioluminescents disséminés sur ses flancs, et cinq branchies de chaque côté du corps. Il possède deux épines dorsales, la seconde étant beaucoup plus grande que la première, et deux nageoires dorsales. Sa taille maximale théorique basée sur l'unique observation d'un mâle serait de 28 cm.  

## Reproduction
Ce requin est certainement ovovivipare, mais étant donné l'absence de l'observation de l'acte de reproduction ou de naissance, cela ne reste qu'une hypothèse.

## Espèces similaires
L'Aiguillat râpe est très proche de l'Aiguillat noir (Centroscyllium fabricii), ayant la même disposition des nageoires, la même taille de dents et d'épines dorsales. Il diffère cependant de par sa peau, qui est râpeuse au niveau de la tête et sur une grande partie du corps, dont les productions épidermiques sont disposés de manière à lui donner un aspect granuleux. Il diffère également de par sa localisation: le genre Centroscyllium ne se retrouve que dans l'hémisphère Nord, tandis que l'Aiguillat râpe ne se trouve que dans l'hémisphère Sud, faisant de lui le seul membre du genre Centroscyllium à vivre dans l'hémisphère Sud.

## Relations avec l'Homme
Ce requin, de par sa rareté et sa petite taille, ne représente théoriquement aucun danger pour l'être humain. Attention toutefois, car les petits requins ne sont pas forcément inoffensifs, tel le Squalelet féroce. De plus, aucune interaction avec l'être humain n'a été documentée à ce jour, donc les risques éventuels ne sont pas connus. Il n'est donc pas recommandé d'interagir avec ce squale. Il ne possède aucun intérêt commercial, et il n'y aucun intérêt à le capturer.

## Habitat et habitudes
Cette espèce vit en pleine mer, entre la zone de profondeur bathyale (200 mètres de profondeur) et la zone abyssale (2 000 mètres de profondeur). Quasiment rien à ce jour n'est connu sur les habitudes de ce requin. Son régime alimentaire reste inconnu, mais étant donné sa ressemblance avec l'Aiguillat noir (Centroscyllium fabricii), il est probable que son régime alimentaire soit similaire, c'est-à-dire qu'il se composerait de divers poissons osseux, des crustacés pélagiques tel le krill, les crevettes et de petits céphalopodes.

## Répartition

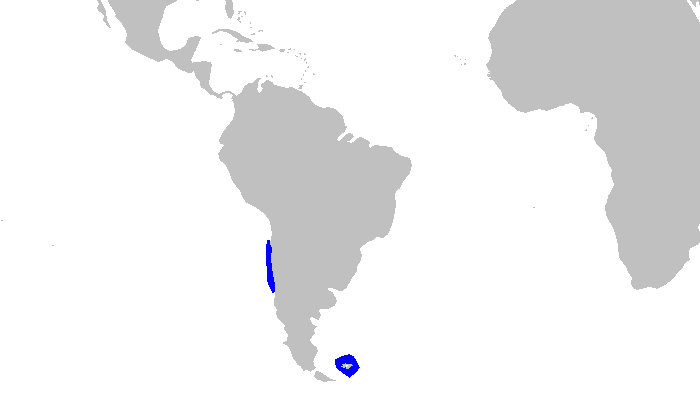
Répartition de l'Aiguillat râpe.

Cette espèce vit dans l'océan Atlantique Sud, autour des îles Malouines, et se rencontre à partir de 400 mètres de profondeur. Ce requin a été rencontré spécifiquement à 450 mètres de profondeur. Cette espèce est endémique des îles Malouines.